# Monanthotaxis parvifolia
Monanthotaxis parvifolia là loài thực vật có hoa thuộc họ Na.

## Phân loài, phân bố
- Monanthotaxis parvifolia subsp. parvifolia: Từ vùng nhiệt đới Tây Phi đến Zambia.[2]
- Monanthotaxis parvifolia subsp. kenyensis Verdc., 1971: Từ miền nam Ethiopia đến miền bắc Uganda.[3]

## Lịch sử phân loại
Loài này được Daniel Oliver mô tả khoa học đầu tiên năm 1868 dưới danh pháp  Unona parvifolia. Năm 1901 Engler & Diels chuyển nó sang chi Popowia làm cho danh pháp này trở thành bất hợp lệ (nom. illeg.), do Popowia parvifolia đã được Wilhelm Sulpiz Kurz công bố năm 1875 để chỉ loài đặc hữu quần đảo Nicobar. Năm 1971 Bernard Verdcourt chuyển nó sang chi Monanthotaxis.